# Chetia brevis
Chetia brevis је зракоперка из реда Perciformes.

## Угроженост
Ова врста се сматра угроженом.

## Распрострањење
Врста је присутна у Јужноафричкој Републици, Мозамбику и Свазиленду.

## Станиште
Станишта врсте су речни екосистеми и слатководна подручја.